# 多骨刺魚
多骨刺魚（學名：Caproberyx）是已滅絕的一屬硬骨魚，生存於白堊紀的非洲及歐洲，另外在美國肯薩斯州也有發現。

## 外部連結
- The Paleobiology Database